# Pirdana albicornis
Pirdana albicornis är en fjärilsart som beskrevs av Henry John Elwes och Edwards 1897. Pirdana albicornis ingår i släktet Pirdana och familjen tjockhuvuden. Inga underarter finns listade i Catalogue of Life.